# Folke Skoglund
Bror Erik Folke Skoglund, född den 5 oktober 1909 i Vads församling, Skaraborgs län, död den 29 december 1997 i Stockholm, var en svensk militär och ämbetsman.
Skoglund avlade officersexamen vid Krigsskolan 1941 och blev löjtnant vid Skånska kavalleriregementet samma år, kapten i pansartrupperna 1945 samt major i fälttygkåren 1956. Han blev byråchef i Armétygförvaltningen 1956, överingenjör i Försvarets fabriksverk 1961 och överdirektör där 1966. Skoglund var överdirektör och chef för huvudavdelningen för administration vid Försvarets materielverk 1968–1974. Han blev riddare av Svärdsorden 1956 och av Nordstjärneorden 1965. Skoglund vilar på Bromma kyrkogård.